# Campina Verde (ort)
Campina Verde är en ort i Brasilien.   Den ligger i kommunen Campina Verde och delstaten Minas Gerais, i den sydöstra delen av landet, 400 km söder om huvudstaden Brasília. Campina Verde ligger 549 meter över havet och antalet invånare är 13 137.
Terrängen runt Campina Verde är platt.
Omgivningarna runt Campina Verde är en mosaik av jordbruksmark och naturlig växtlighet. Runt Campina Verde är det mycket glesbefolkat, med 6 invånare per kvadratkilometer.